# Birkin Cars
Birkin Cars, Ltd. este un producător sud-african de automobile. Singurul automobil produs de către compania Birkin Cars este S3 Roadster, un kit-car care are la bază legendarul Lotus Seven. Fondatorul și deținătorul companiei este John Watson, rudă a renumitului pilot de curse Henry Birkin.
Birkin Cars a fost fondată în 1982. Fondatorul John Watson, un iubitor de automobile, a fost un fan al automobilelor Lotus Seven. Totuși automobilul a fost scos din producție în anul 1972 nemai putând fi cumpărat de nou. La începutul aniilor 1980 Watson a dezvoltat și a construit propria lui versiune a Lotusului Seven. Automobiluol a fost lansat în an cadrul Marelui Premiu al Africii de Sud din anul 1983. Primele modele de S3 Roadster au fost trimise direct dealerilor Lotus.
Din anii 1980 Birkin s-a extins de câteva ori, dar sediul operațiunilor a rămas la Durban, Africa de Sud. Automobilele sunt vândute la momentul curent în Statele Unite ale Americii, Japonia și Europa. Automobilul poate fi livrat sub formă de produs finit sau sub formă de kit. Automobilul folosește motoare cu 4 cilindri în linie precum Ford Zetec și Toyota 4AG.